# Favole (Esopo)
(Esopo, La volpe e l'uva)
Le Favole (in greco antico: Aἰσώπου μῦθοι?) sono una raccolta di favole morali tradizionalmente attribuite a Esopo, autore greco vissuto tra VII e VI secolo a.C.

## La raccolta

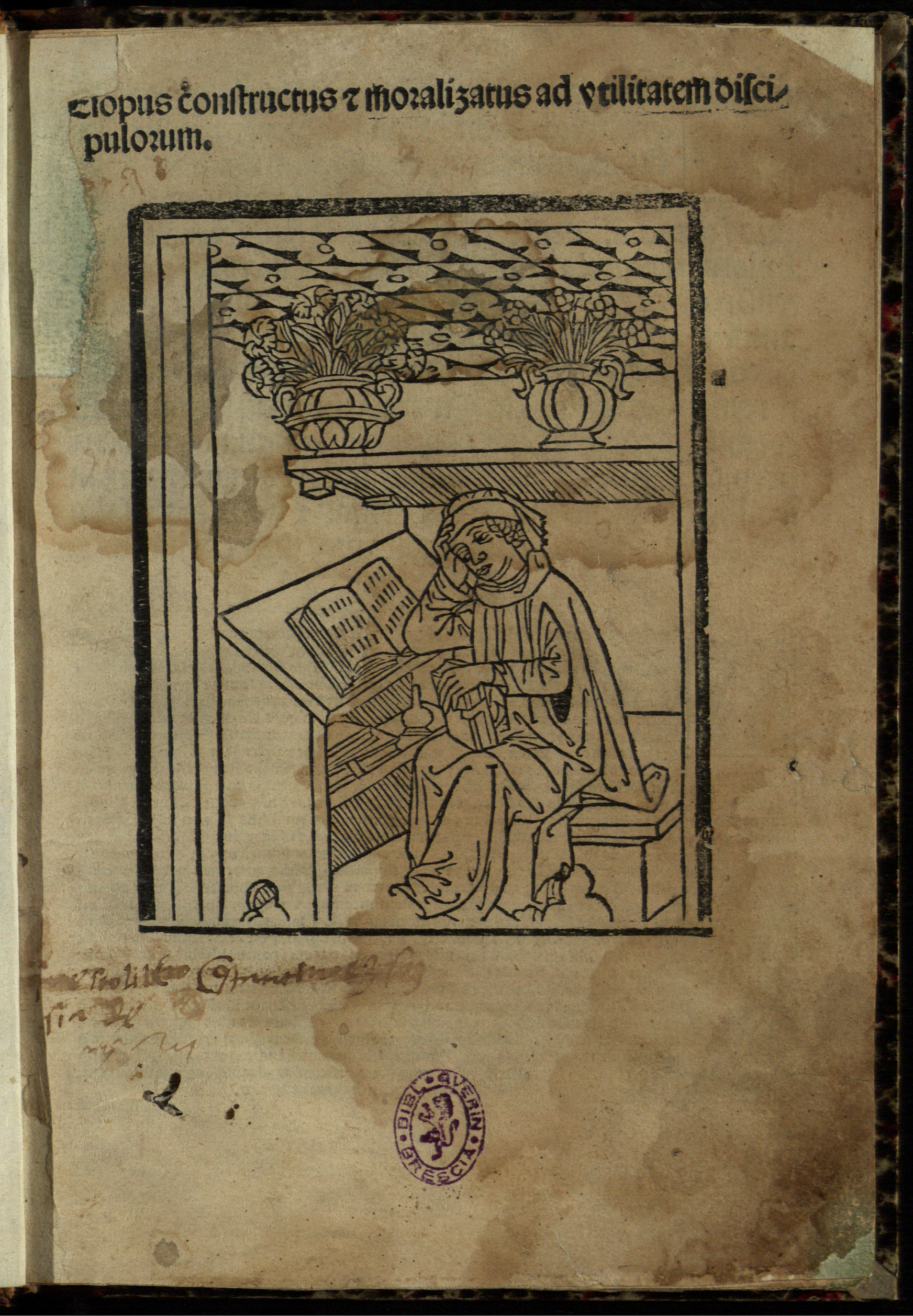
Gualtiero Anglico, Aesopus constructus, edizione del 1495 con una versione in metrica delle Fabulae Lib. I-IV

Per quanto riguarda la cultura occidentale, Esopo è tradizionalmente considerato l'iniziatore della favola come genere letterario autonomo.
Con "Favole di Esopo", si intende in senso stretto la raccolta di favole (358 nell'edizione critica di riferimento, quella curata da Émile Chambry) probabilmente costituita da un nucleo primario originario al quale, nel corso dei secoli, se ne aggiunsero altre di varia origine.
Le favole di Esopo si possono descrivere come archetipiche; la stessa definizione corrente di "favola" è basata principalmente sulla favola esopica: Si tratta di componimenti brevi, in genere con animali parlanti come protagonisti, con lo scopo esplicito di comunicare una morale.

### Morale
Ciascuna favola possiede alla fine un motto di spirito o una morale, atta ad educare il lettore ai valori della vita, a comportarsi nel giusto verso e a rifuggire il pericolo e le cattive azioni.
Nelle favole sono usate varie metafore e trasformazioni per rappresentare la vita quotidiana. La fortuna di Esopo è stata infatti ripresa da Fedro e poi da Igino.

## Le favole
Si riportano i dettagli di alcune delle favole più famose di Esopo, tradotte per la prima volta in italiano da Accio Zucco intorno al XV secolo.

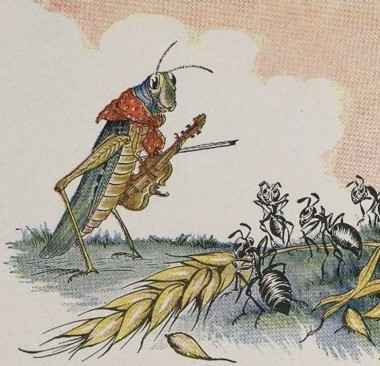
La cicala e la formica

### La volpe e l'uva
Una volpe non riesce a prendere dei grappoli d'uva su un albero, saltando con tutte le sue forze. Alla fine se ne va, dicendo che sono acerbe. La morale dice che non bisogna giudicare malevolmente ciò che l'uomo non riesce a compiere nella propria vita.

### La cicala e la formica
Una cicala canta tutta l'estate, prendendo in giro delle formiche che raccolgono le provviste. Continua nel suo ozio, incurante degli avvertimenti riguardo alla pericolosità dell'inverno, quando non ci sarà niente da mangiare. Giunge l'inverno, e la cicala corre dalle formiche a chiedere da mangiare, ma è respinta, morendo. La morale dice che non bisogna essere pigri.

### Al lupo! Al lupo!
Un contadino si diverte a spaventare i paesani, gridando che un lupo giunge a devastare il gregge. Dopo che ha varie volte chiamato invano al lupo, al lupo, giunge veramente un lupo che gli divora le pecore. Ma il contadino, pur chiamando in aiuto gli uomini, rimane solo, perché non è più creduto, e muore assieme alle pecore. A furia di dire bugie non si viene creduti quando si dice la verità.

### La lepre e la tartaruga
Durante una gara di corsa, una lepre velocissima incontra una tartaruga che vuole gareggiare, e si mette a prenderla in giro. La tartaruga tuttavia è decisa a correre, e la gara inizia. La lepre corre più veloce, ma alla fine, sapendo che ce la farà, decide di riposare. La tartaruga, furba, la sorpassa di nascosto, e alla fine vince la gara. La storia insegna al mondo che non è saggio sottovalutare il proprio avversario.

### Altre favole
- L'abete e il rovo
- Gli alberi e l'olivo
- L'alcione e il mare
- L'allodola e il contadino
- L'ammalato e il medico
- Le api e Zeus
- L'aquila e la volpe
- L'aquila e lo scarabeo
- L'aquila, il gracchio e il pastore
- L'aquila dalle ali tarpate e la volpe
- L'aquila colpita da una freccia
- Gli asini che parlano a Zeus
- L'asino zoppicante e il lupo
- L'asino che porta il sale
- L'asino, il cane e il viaggiatore
- L'asino e il giardiniere
- L'asino, il corvo e il lupo
- L'avaro
- I Beni e i Mali
- La Borea e il Sole
- Il bovaro ed Eracle
- La broccola e la lumaca
- Il cacciatore pauroso e il taglialegna
- Il cammello che danzava
- Il cammello e Zeus
- Il cane dietro il leone e la volpe
- Il cane e il campanello
- Il cane e il cuoco
- Il cane e l'osso
- Il cane e le conchiglie
- La canna e l'olivo
- La capra e il capraio
- Il capraio e le capre selvatiche
- Il caprone e la vite
- Il carro di Ermes e gli Arabi
- Il cavaliere calvo
- Il cavallo e l'asino
- Il cavallo e lo staffiere
- Il cavallo vecchio
- Il cervo alla fonte e il leone
- Il cervo e la vigna
- La cicala e la volpe
- Il cieco
- Il cigno scambiato per un'oca
- Il cinghiale e la volpe
- La colomba assetata
- La colomba e la cornacchia
- Il contadino e l'albero
- Il contadino e l'aquila
- Il contadino e i cani
- Il contadino e i suoi figli
- Il contadino e il serpente infreddolito
- Il contadino e la Fortuna
- Il contadino, il figlio e l'asino
- La cornacchia e il cane
- Il corvo malato
- Il corvo ed Ermes
- Il corvo e il serpente
- Il corvo e la volpe
- Il debitore di Atene
- I delfini e le balene
- La donnola e i topi
- Le due bisacce
- Eracle e Atena
- Eracle e Pluto
- Ermes e la Terra
- Ermes e lo scultore
- Ermes e Tiresia
- Ermes e gli artigiani
- L'Etiope
- L'etiope non si sbianca
- L'eunuco e il sacerdote
- Il fabbro e il cagnolino
- La formica e lo scarabeo
- Il gabbiano e il nibbio
- La gallina e la rondine
- Il granchio e la volpe
- L'imbroglione
- L'Inverno e la Primavera
- Il leone e l'asino che andavano a caccia insieme
- Il leone, l'asino e la volpe
- Il leone e il cinghiale
- Il leone innamorato e il contadino
- Il leone rinchiuso e il contadino
- Il leone e il delfino
- Il leone e la lepre
- Il leone, il lupo, la volpe
- Il leone e l'onagro
- Il leone, l'orso e la volpe
- Il leone, Prometeo e l'elefante
- Il leone e la rana
- Il leone e la volpe
- Il leone e il topo
- Il leone e il toro
- Il leone vecchio e la volpe
- Il leone, la pecora, la capra e la mucca (La parte del Leone)
- Il leone, la volpe e il cervo
- Il lupo e l'agnello
- Il lupo e l'airone
- Il lupo e l'asino
- Il lupo e il cane
- Il lupo e la capra
- Il lupo e il cavallo
- Il lupo e il leone
- Il lupo ferito e la pecora
- Il lupo sazio e la pecora
- Il lupo e la vecchia
- Il leone va alla guerra
- Il pescatore che batte il fiume
- Il pescatore che sonava il flauto
- Il pescatore, i pesci grossi e i pesci piccoli
- Il pescatore e il pesciolino
- I pescatori che tirano la rete
- I pescatori e il tonno
- Il porcellino e le pecore
- La pulce e l'atleta
- La pulce e il bue
- La pulce e l'uomo
- Le rane che abitavano vicino
- Le rane della palude
- Le rane chiedono un re
- Il ranocchio medico e la volpe
- La tartaruga e l'aquila
- Il topo di città e il topo di campagna
- Il topo e la ranocchia
- Il tordo
- L'uccellino e il pipistrello
- L'uomo che trovò un leone d'oro
- Un uomo brizzolato e le due amanti
- L'uomo morsicato da un cane
- L'uomo e il satiro
- L'usignolo e la rondine
- L'usignolo e lo sparviero
- I vasi
- Il vecchio e la Morte
- I due viandanti e l'orso
- I viandanti e il platano
- La volpe con la pancia piena
- La volpe dalla coda mozzata
- La volpe e il cane
- La volpe e il caprone
- La volpe e la cicogna
- La volpe e il coccodrillo
- La volpe e la maschera da teatro
- La volpe e la pantera
- La volpe e la scimmia
- La volpe e il serpente
- La volpe e il rovo
- Le volpi sul fiume Meandro
- La zanzara e il leone
- La zanzara e il toro
- Zeus e il pudore
- Zeus e la volpe
- Zeus e gli uomini
- Zeus e Apollo
- Zeus e il serpente
- Zeus e l'orcio dei beni
- Zeus, Prometeo, Atena e Momo
- Zeus e la tartaruga
- Zeus giudice

## Trasposizioni cinematografiche e televisive
- Manga Aesop Monogatari (1983) - film d'animazione prodotto dalla Toei Animation.
- Le favole di Esopo (1983) - serie animata prodotta dalla Nippon Animation in 52 episodi.
- La lepre e la tartaruga - uno dei primi cortometraggi Disney.